# Voleč
Voleč (en allemand : Woletsch) est une commune du district de Pardubice, dans la région de Pardubice, en République tchèque. Sa population s'élevait à 384 habitants en 2024.

## Géographie
Voleč se trouve à 10 km au sud-est de Chlumec nad Cidlinou, à 18 km au nord-ouest de Pardubice, à 21 km au sud-ouest de Hradec Králové et à 82 km à l'est de Prague.
La commune est limitée par Chýšť au nord-ouest et nord, par Kasalice à l'est, par Rohovládova Bělá au sud-est, par Vyšehněvice et Žáravice au sud, et par Malé Výkleky à l'ouest.

## Histoire
La première mention écrite de la localité date de 1398.

## Galerie

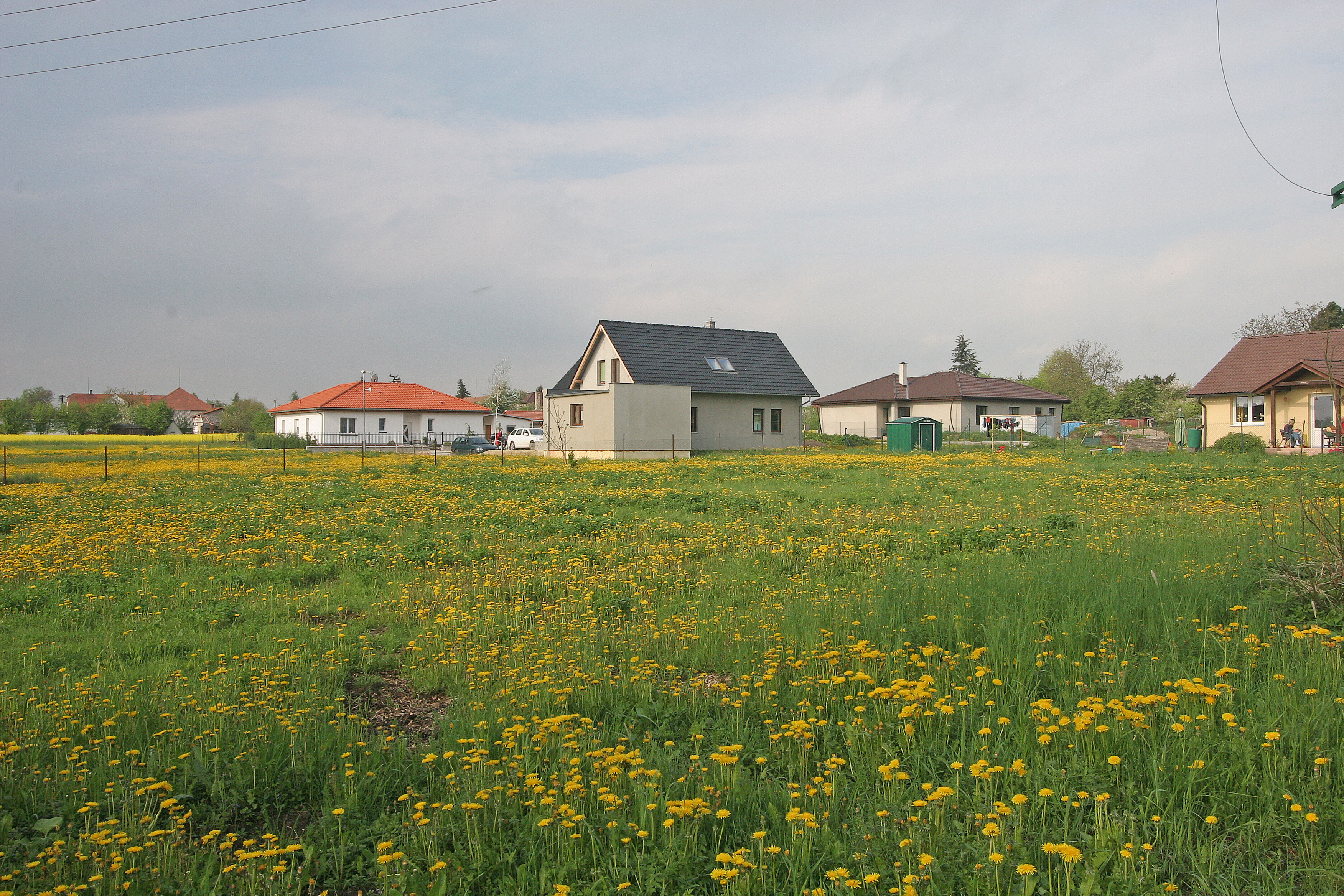
Voleč : nouvelles constructions.
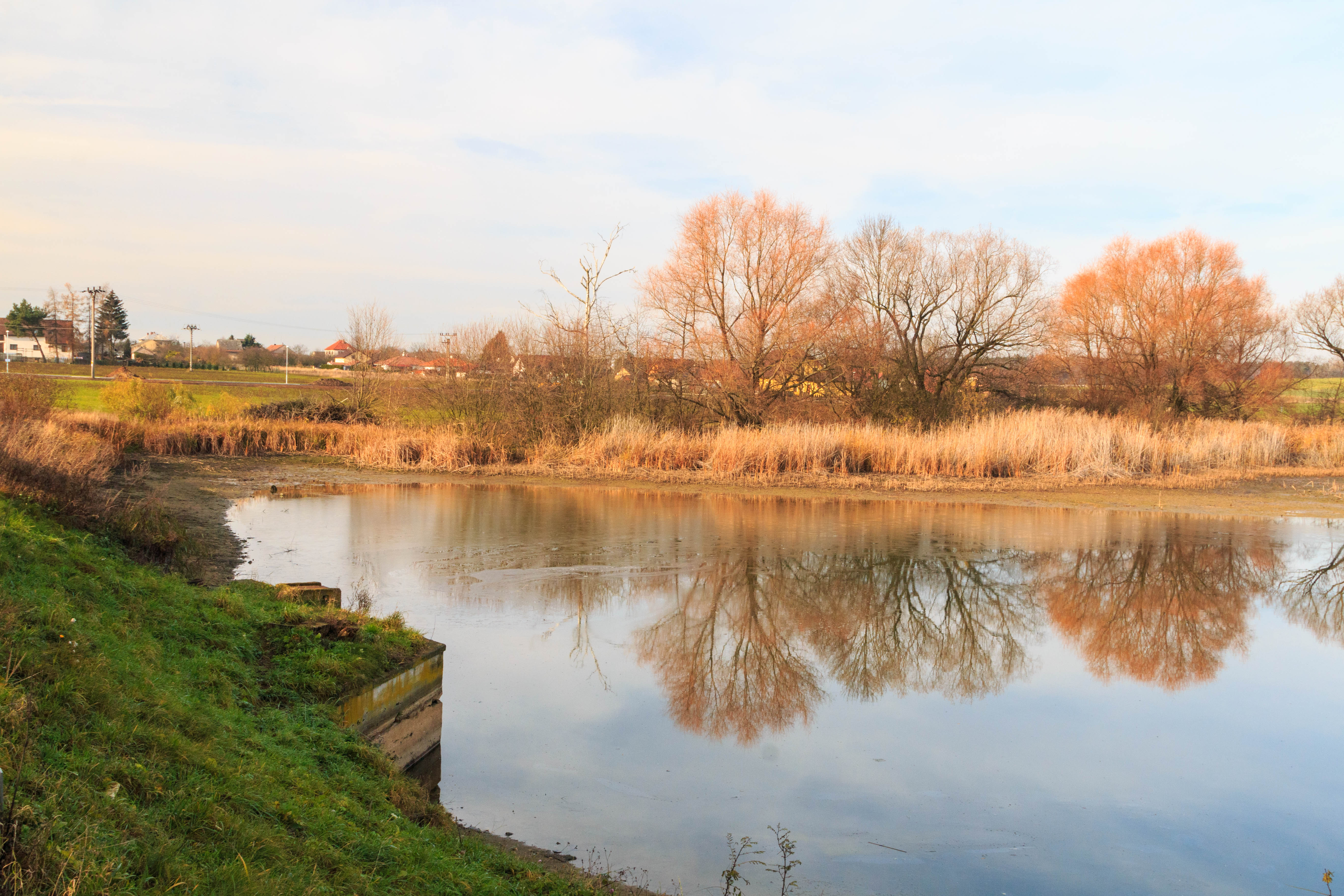
Étang à Voleč.

## Transports
Par la route, Voleč se trouve à 10 km de Chlumec nad Cidlinou, à 19 km de Pardubice et à 94 km de Prague.